# Langport
Langport est une ville d'Angleterre située dans le comté du Somerset. La paroisse civile de Langport comptait 3 578 habitants en 2021. Elle est limitrophe d'Huish Episcopi, qui comprend l'essentiel de ses faubourgs.
Langport se trouve sur la rive droite (orientale) de la Parrett, à l'endroit où elle est rejointe par la Yeo. 